# بحران موشکی کوبا
بحران موشکی کوبا که همچنین با عناوین بحران اکتبر ۱۹۶۲، بحران کارائیب یا هراس موشکی شناخته می‌شود، یک تقابل ۱۳ روزه میان آمریکا و شوروی بود که در پی استقرار موشک‌های بالستیک میان‌برد شوروی در خاک کوبا آغاز شد. از این بحران اغلب به عنوان واقعه‌ای یاد می‌شود که به‌طور بالقوه‌ای می‌توانست جنگ سرد را به یک جنگ هسته‌ای تمام عیار تبدیل کند. 

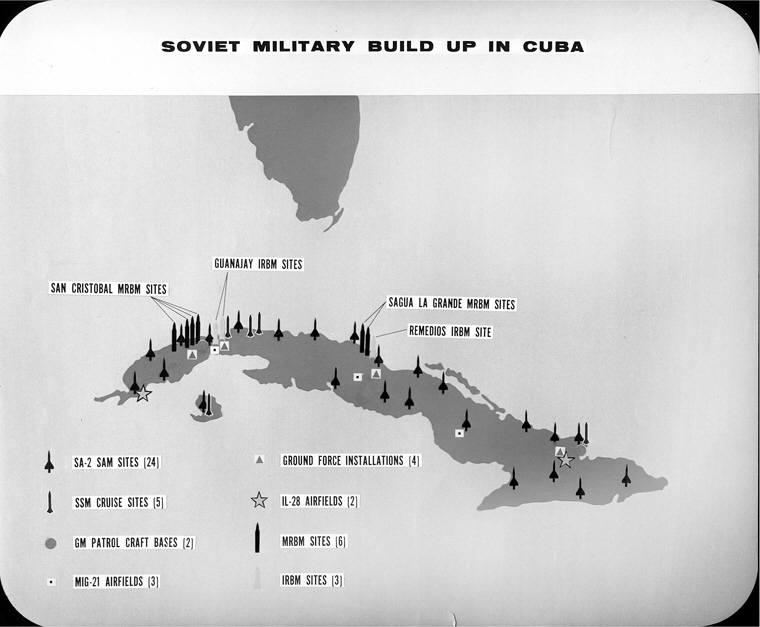
سایت‌های پرتاب موشک در کوبا

در اوت ۱۹۶۲، اتحاد جماهیر شوروی در کوبا اقدام به ساختن سکوهای پرتاب موشک‌های میان‌برد کرد. پس از شکست عملیات آمریکایی خلیج خوک‌ها، شوروی موشک‌هایی را به بهانهٔ محافظت از کوبا در برابر حمله ایالات متحده آمریکا در کوبا مستقر کرد. از نظر شوروی، این کار به اندازه‌ی قرار گرفتن کلاهک‌های هسته‌ای توسط آمریکا در بریتانیا، ایتالیا، یونان و مهم‌تر از همه ترکیه توجیه‌پذیر بود.
در ماه اکتبر همان سال هواپیماهای لاکهید یو-۲ آمریکا از سکوهای پرتاب موشک‌های در حال ساخت عکس گرفتند. این سکوها قادر به پرتاب کردن موشک‌هایی با برد ۱,۶۰۰ کیلومتر بودند. جان کندی، رئیس‌جمهور ایالات متحده آمریکا به محض آگاهی از حضور موشک‌های روسی در پیام خود در شب ۲۲ اکتبر ۱۹۶۲، آماده‌باش نیروهای آمریکایی را اعلام و حرکت کلیه کشتی‌های شوروی به مقصد کوبا را ممنوع اعلام کرد. وی همچنین از نیکیتا خروشچف، رهبر شوروی خواست که موشک‌ها را تحت نظارت سازمان ملل متحد از کوبا خارج کند.
پس از چند روز مذاکرات نفس‌گیر، توافقی بین کندی و خروشچف حاصل شد. علناً، شوروی‌ها سلاح‌های تهاجمی خود در کوبا را نابود کرده و تحت تأیید سازمان ملل متحد به اتحاد شوروی منتقل می‌کردند و در عوض آمریکا علناً اعلام و موافقت کرد که دیگر به کوبا حمله نکند. در خفا نیز آمریکا موافقت کرد که همه پی‌جی‌ام-۱۹آ ژوپیتر‌های خود را که در ترکیه علیه شوروی نصب شده بودند را نابود کند. بر سر این که ایتالیا در توافق گنجانده شده بوده یا نه بحث وجود داشته‌است. با این که شوروی موشک‌های خود را نابود کرد، برخی بمب افکن‌های شوروی در کوبا ماندند و آمریکا تا ۲۰ نوامبر آن سال قرنطینه نیروی دریایی را نگه داشت. در ۲۸ اکتبر، بحران موشکی کوبا که جهان را تا آستانهٔ جنگ هسته‌ای پیش برد، پایان یافت و در مقابل، آمریکا نیز موشک‌های اتمی خود را از ترکیه خارج کرد.